# STS-102
Rumfærge-missionen STS-102 (Space Transportation System-102) var rumfærgens Discovery nummer 29.
Missionens primære opgave var at levere forsyninger og udskifte besætningerne på Den Internationale Rumstation.
Rumfærgen med en besætning på fire astronauter og den ny besætning til rumstationen ISS Ekspedition 2 blev opsendt 8. marts 2001. Den forrige besætning på rumstationen ISS Ekspedition 1 vendte tilbage til Jorden den 21. marts 2001, rumfærgen havde en samlet besætning på syv, men med forskellige kombinationer af besætninger til og fra rumstationen.
To rumvandringer blev udført i løbet af missionen der varede i 12 døgn.

## Besætningerne

### Rumfærge besætningen (STS-102)
- James Wetherbee (kaptajn)
- James Kelly (pilot)
- Andrew Thomas (missionsspecialist)
- Paul Richards (missionsspecialist)

### ISS Ekspedition 2besætning opsendes
- Yury Usachev , ISS kaptajn (RKA)
- Susan Helms , flymaskinist (NASA)
- James Voss , flymaskinist (NASA)

### ISS Ekspedition 1besætning hjemsendes
- William Shepherd , ISS kaptajn (NASA)
- Sergej Krikaljov , flymaskinist (RKA)
- Jurij Gidzenko , Sojuz-pilot (RKA)

- Den Internationale Rumstation i 2001
- Leonardo containeren med forsyninger i Discoverys lastrum

Hovedartikler: